# Leticiacris amazonica
Leticiacris amazonica är en insektsart som beskrevs av Christiane Amédégnato och Marius Descamps 1978. Leticiacris amazonica ingår i släktet Leticiacris och familjen gräshoppor. Inga underarter finns listade i Catalogue of Life.